# Jakubina
Jakubina (polsky Raczkowa Czuba nebo Jakubina; 2194 m n. m.) je zčásti travnatý vrchol s množstvím skal a sutin a je druhý nejvyšší vrchol Západních Tater. Leží v rozsoše Hrubého vrchu (2137 m) a odděluje od sebe Račkovu a Jamnickou dolinu. Severní a východní srázy jsou značně strmé, v oblasti Jakubiné můžete potkat pasoucí se kamzíky.

## Přístup

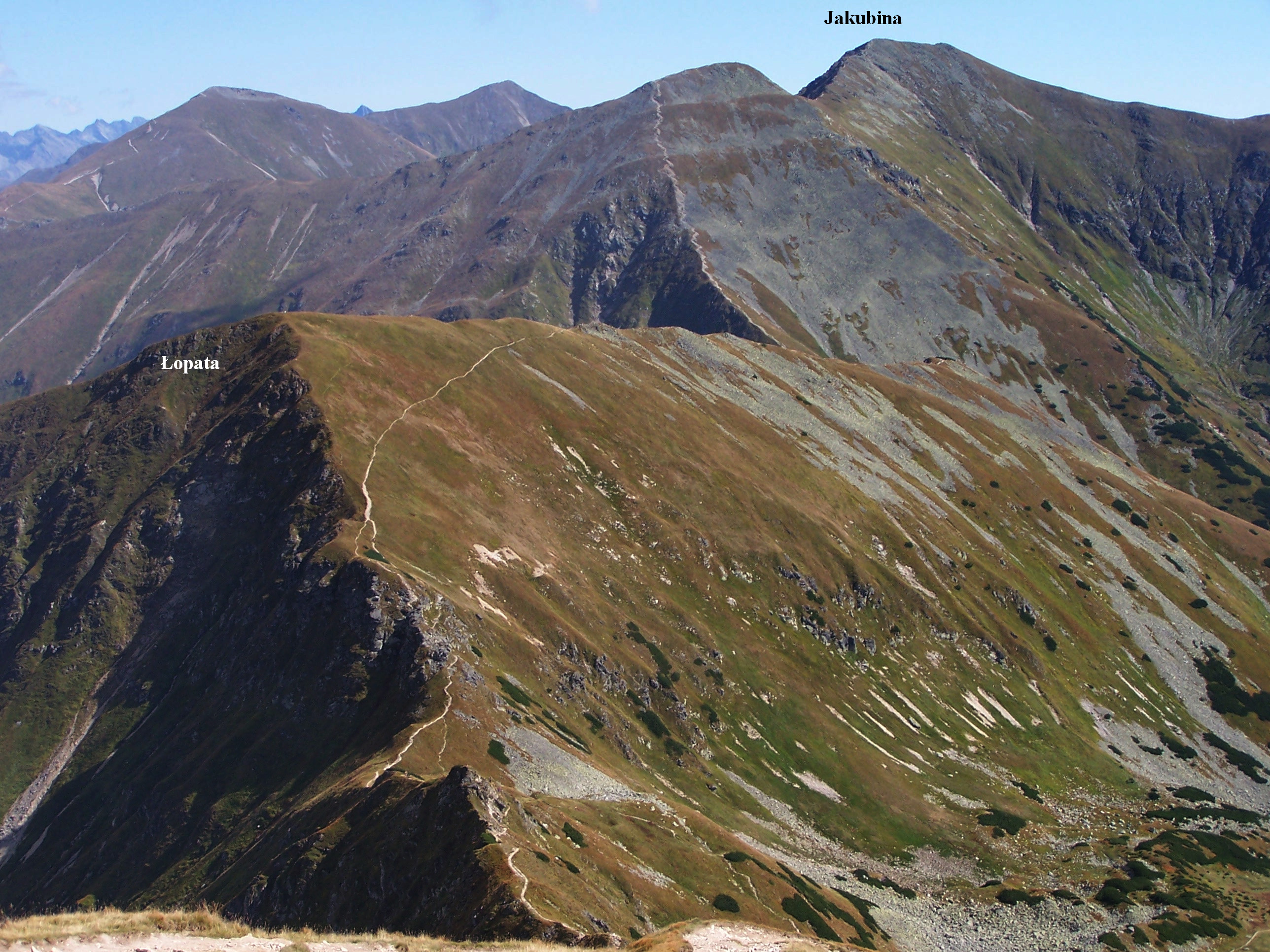
Pohled na nejvyšší vrchol Západních Tater, Jakubinu.

Na Jakubinou vede značená turistická stezka z kempu v Račkově dolině, nejprve projdete po modré Úzkou dolinkou kolem retenční nádrže, dále pokračujte přímo nahoru po žluté turistické značce četnými serpentinami nejprve lesem a kosodřevinou až nakonec dojdete do pásma horských luk a dále nahoru přes několik nižších kopečků až na vrchol Jakubiné. Odtud jsou krásné výhledy na Baranec (2184 m) na západě, na opačnou stranu je vidět nejvyšší hora Západných Tater Bystrá (2248 m) a při dobré viditelnosti uvidíte Vysoké Tatry s dominantním vrcholem Kriváně.
Zelená stezka dále vede až na pohraniční Hrubý vrch (2137 m), odkud můžete sejít buď do Jamnické doliny, nebo do Račkové doliny a dále zpět do kempu v Račkové.